# Иванчо Апостолов – Македончето
Иван (Иванчо) Апостолов – Македончето български революционер, действал в Тракия.

## Биография
Роден е в Македония и затова носи прякора Македончето. Става учител. В 1876/1877 година преподава в българското лозенградско село Дерекьой. Взима участие в революционното движение и е арестуван от османските власти и изпратен на заточение.